# Тоні Левін
Ентоні Фредерік Левін (англ. Anthony Frederick Levin, нар. 6 червня 1946, Бостон) — американський музикант і композитор, який спеціалізується на бас-гітарі, стіку Чепмана і контрабасі. Він також співає та грає на синтезаторі. Левін найбільш відомий своєю роботою з King Crimson (з 1981) і Пітером Гебріелом (з 1977 року). Він також є учасником гуртів Liquid Tension Experiment (1997—1999, 2008—2009, 2020 — нині), Bruford Levin Upper Extremities (1998—2000) і HoBoLeMa (2008—2010). З 2010 року він очолює власний гурт Stick Men.
Плідний сесійний музикант з 1970-х років, Левін зіграв на понад 500 альбомах. Серед найвідоміших сесій — робота з Джоном Ленноном, Сарою Маклахлан, Полою Коул, Стіві Нікс, Pink Floyd, Полом Саймоном, Лу Рідом, Девідом Боуї, Джоан Арматрейдінг, Томом Вейтсом, Бадді Річем, The Roches, Тоддом Рандгреном, Сіл, Ворреном Зевоном, Браяном Феррі, Лорі Андерсон, Кейт і Анною МакГаррігл, Гібонні та Жаном-П'єром Ферландом. Левін гастролював з такими виконавцями, як Пітер Гебріел, Пол Саймон (з яким він знявся у фільмі 1980 року One-Trick Pony), Гері Бертоном, Джеймс Тейлор, Гербі Манн, Джуді Коллінз, Карлі Саймон, Пітер Фремптон, Тім Фінн, Річі Самбора, Айвано Фоссаті, Клаудіо Багліоні та Лоуренс Гован.
Левін допоміг популяризувати стік Чепмана та бас-гітару NS. Він також створив «фанкові пальці», модифіковані барабанні палички, які прикріплюються до пальців гравця, щоб ударяти по басових струнах, додаючи характерний перкусійний звук «ляпасу», який використовується у фанк-басі. У 2011 році Левін посів друге місце після Джона Пола Джонса з Led Zeppelin у «20 найбільш недооцінених бас-гітаристах» журналу Paste. У липні 2020 року Левін посів 42-ге місце в списку «50 найкращих басистів усіх часів» журналу Rolling Stone.

## Біографія

### Ранні роки та освіта
Ентоні Фредерік Левін народився 6 червня 1946 року в Бостоні. Він виріс у реформістській єврейській родині в Бруклайні, передмісті Бостона. Левін почав грати на контрабасі у віці 10 років, вивчаючи переважно класичну музику. У середній школі він навчився грати на тубі, сольно виступав у концертному оркестрі, а також заснував «барбершоп»-квартет.
Закінчивши середню школу, він вступив до Істменської музичної школи в Рочестері, штат Нью-Йорк, а також грав у Рочестерському філармонічному оркестрі. У музичній школі він вчився разом з ударником Стівом Геддом.
Він обміняв свій електричний Baby Bass компанії Ampeg на Fender Precision Bass. На початку кар'єри його першим басовим підсилювачем був Ampeg Portaflex B-15. Свій перший запис він зробив у 1968 році: він разом із Геддом грав на альбомі Diana in the Autumn Wind — першому сольному альбомі Гапа Манджоне.

### 1970—1980-ті роки
У 1970 році Левін переїхав до Нью-Йорка, де разом із Доном Престоном із гурту The Mothers of Invention приєднався до гурту Aha, the Attack of the Green Slime Beast. Незабаром він почав працювати сесійним музикантом. Протягом 1970-х років грав на бас-гітарі на багатьох альбомах, зокрема на джазовому альбомі біг-бенду Бадді Річа The Roar of '74 (1974) та альбомі Пола Саймона Still Crazy After All These Years (1975).

У 1971 році Джон Маклафлін запросив Тоні Левіна приєднатися до його нового проєкту — Mahavishnu Orchestra:
Моїм першим вибором на бас був Тоні Левін. Але він сказав мені: «Друже, я щойно погодився працювати з Гері Бертоном».
З 1973 по 1975 рік Левін і Стів Гедд грали в гурті ветерана джазової флейти Гербі Манна. Дві ранні композиції Левіна («Daffodil» і «Music Is a Game We Play») увійшли до альбому Манна First Light 1973 року.
У 1976 році Левін допоміг створити багаті звукові текстури для альбому Енді Пратта Resolution, у записі якого взяли участь численні відомі музиканти, як-от Аріф Мардін, Енді Ньюмарк, Г'ю Макдональд, Лютер Вендросс і постійний партнер Левіна по ритм-секції Стів Гедд. Allmusic.com і журнал Rolling Stone визнали цей альбом одним із найкращих альбомів співаків-піснярів 1970-х років.
У 1977 році Левін приєднався до гурту Пітера Ґебріела. Він познайомився з ним через продюсера Боба Езріна, з яким Левін записував альбоми Welcome to My Nightmare Еліса Купера та Berlin Лу Ріда. Відтоді Левін став постійним басистом Ґебріела. На першому сольному альбомі Ґебріела Peter Gabriel I Левін також грав на тубі і, крім того, диригував і співав у барбершоп-квартеті «Excuse Me». За винятком гри на безладовій бас-гітарі Джона Гібліна на альбомі Peter Gabriel III, а також партій Ларрі Кляйна у піснях «In Your Eyes» і «Mercy Street» та Білла Ласвелла у пісні «This is the Picture» (усі три ці треки з альбому So), Левін був басистом на всіх студійних сесіях Ґебріела та на його численних гастролях по всьому світу. Ґебріел дав Левіну прізвисько «Імператор нижнього регістру».
За роки роботи з Ґебріелом Левін розвинув дві унікальні особливості гри: вдосконалив техніку гри на стіку Чепмана, яку згодом активно використовував у King Crimson, і винайшов «фанкові пальці» — по суті, короткі барабанні палички, якими б'ють по басових струнах, створюючи потужний перкусійний ефект. Сам Левін вважає автором цієї ідеї Ґебріела, а тим, хто втілив її в життя, — його технічного спеціаліста Енді Мура (Andy Moore).
У 1978 році Левін переїхав до Вудстока, штат Нью-Йорк, де приєднався до гурту L'Image, до складу якого входили його старий друг Стів Гедд, а також Майк Мейнієрі та Воррен Бернгардт. Уже через рік гурт розпався, але Левін вирішив залишитися в цьому районі: нині він живе в Кінгстоні, штат Нью-Йорк. Гурт спіткала нещаслива доля, але значно пізніше він відродився в кар'єрі Левіна.
Наприкінці 1976 року, у перший день запису першого альбому Пітера Ґебріела, Левін вперше зустрів самого Пітера та гітариста й композитора King Crimson Роберта Фріппа. У 1978 році Левін зіграв на сольному альбомі Фріппа Exposure. Завдяки цьому Левін став членом King Crimson у складі 1981—1984 років разом із Фріппом, гітаристом і вокалістом Адріаном Белью та ударником Біллом Бруфордом. Левін взяв участь у записі чотирьох студійних альбомів King Crimson, які отримали високу оцінку критиків, — Discipline (1981), Beat (1982), Three of a Perfect Pair (1984) і THRAK (1995).
У 1980 році Левін взяв участь у записі альбому Double Fantasy Джона Леннона та Йоко Оно. У 1987 році Левін зіграв партії бас-гітари та стіку Чепмена на альбомі Pink Floyd A Momentary Lapse of Reason. У 1988 році Білл Бруфорд запросив Левіна стати «неофіційним п'ятим учасником» супергурту Anderson Bruford Wakeman Howe, пов'язаної з гуртом Yes, до складу якої входили всі учасники класичного складу Yes, крім басиста Кріса Сквайра. Тоні Левін виступив лише як сесійний музикант на однойменному альбомі гурту. Через хворобу він не зміг зіграти на деяких останніх концертах супровідного туру, і там його замінив Джефф Берлін. У 1991 році Левін також зіграв на альбомі Yes Union.
У 1984 році Левін випустив Road Photos — збірку чорно-білих фотографій, знятих під час його подорожей із King Crimson, Пітером Ґебріелем, Полом Саймоном та іншими. У 2004 році вийшов ще один фотоальбом, присвячений подорожам King Crimson у 1980-х роках, — The Crimson Chronicles volume 1. Левін також написав книгу анекдотів про свою кар'єру та історії з гастролей під назвою Beyond the Bass Clef.

### 1990-ті —– 2000-ні роки

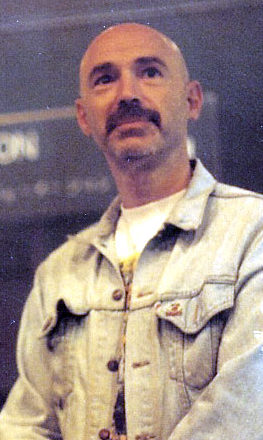
Тоні Левін у 1993 році.

У 1994 році Тоні Левін вдруге приєднався до King Crimson і залишався його басистом у 1994—1997 роках, у період «подвійного тріо», до якого входили також Роберт Фріпп, Адріан Белью, Трей Ганн, Пат Мастелотто та Білл Бруфорд. Левін також брав участь у двох експериментальних підгрупах King Crimson — ProjeKct One (1997) і ProjeKct Four (1998). Левін грав на бас-гітарі в пісні «Watcher of the Skies» з альбому Стіва Гаккетта Genesis Revisited (1996). Наприкінці 1990-х років він активно співпрацював зі своїми гуртами Bruford Levin Upper Extremities, Bozzio Levin Stevens і Liquid Tension Experiment.
У 1998 році Левін і Бруфорд разом із трубачем Крісом Ботті та гітаристом Девідом Торном створили гурт Bruford Levin Upper Extremities. У 1998 році гурт випустив один студійний альбом, Bruford Levin Upper Extremities, а у 2000-му — подвійний концертний альбом BLUE Nights. Раніше, у 1987 році, Торн, Левін і Бруфорд разом із трубачем Марком Ішемом працювали над альбомом Торна Cloud About Mercury. Левін також продовжував записувати альбоми власного гурту, до складу якого входили ударник, саксофоніст і вокаліст Джеррі Маротта, гітарист Джессі Гресс, програміст і клавішник Ларрі Фаст і брат Левіна — клавішник Піт Левін. Тоні також регулярно грав (а іноді робив записи) з гуртом California Guitar Trio, коли дозволяв графік.
У 1997 році Левін разом із Майком Портним і Джоном Петруччі, музикантами гурту Dream Theater, а також його майбутнім клавішником Джорданом Рудессом створили супергурт Liquid Tension Experiment. Гурт випустив два альбоми, Liquid Tension Experiment (1998) і Liquid Tension Experiment 2 (1999), а в 1998 і 2008 роках відіграв короткі гастролі. Крім того, було випущено два компакт-диски під назвою Liquid Trio Experiment — перший зі студійних джем-сейшенів без Петруччі (Spontaneous Combustion), випущених до десятиріччя гурту, а другий — із записом концерту 2008 року в Чикаго, коли вийшли з ладу клавішні Рудесса, і інші троє замінили його майже годинною імпровізацією (When the Keyboard Breaks). Під час глобальної пандемії COVID-19 гурт знову зібрався і записав альбом Liquid Tension Experiment 3.
Наприкінці 2003 року із King Crimson пішов басист Трей Ганн, і Левін знову приєднався до гурту як басист, хоча на той час гурт провів лише кілька репетицій. У 2006 році Левін випустив Resonator — перший альбом, на якому він виступив як автор текстів і вокаліст. У 2007 році вийшов Stick Man — альбом композицій, записаних на стіку Чепмена. У 2008 році Левін приєднався до туру King Crimson з нагоди 40-річчя гурту, у складі якого також були Фріпп, Белью, Мастелотто та Гевін Гаррісон. Левін є рекордсменом King Crimson за тривалістю роботи басистом.
У 2009 році Левін возз'єднався з L'Image — гуртом, у якому грав понад 30 років тому, у 1978 році. У ньому грали також Майк Мейнієрі, Воррен Бернгардт, Девід Спінозза та Стів Гедд. Гурт виступив у джаз-клубі Iridium Jazz Club у Нью-Йорку, гастролював Японією та випустив альбом L'Image 2.0.
У 2010 році Левін як басист гастролював із гуртом HoBoLeMa, до складу якого входили також Аллан Голдсворт (гітара), Террі Боззіо (ударні), і Пет Мастелотто (ударні). Усі виступи гурту були повністю імпровізованими.

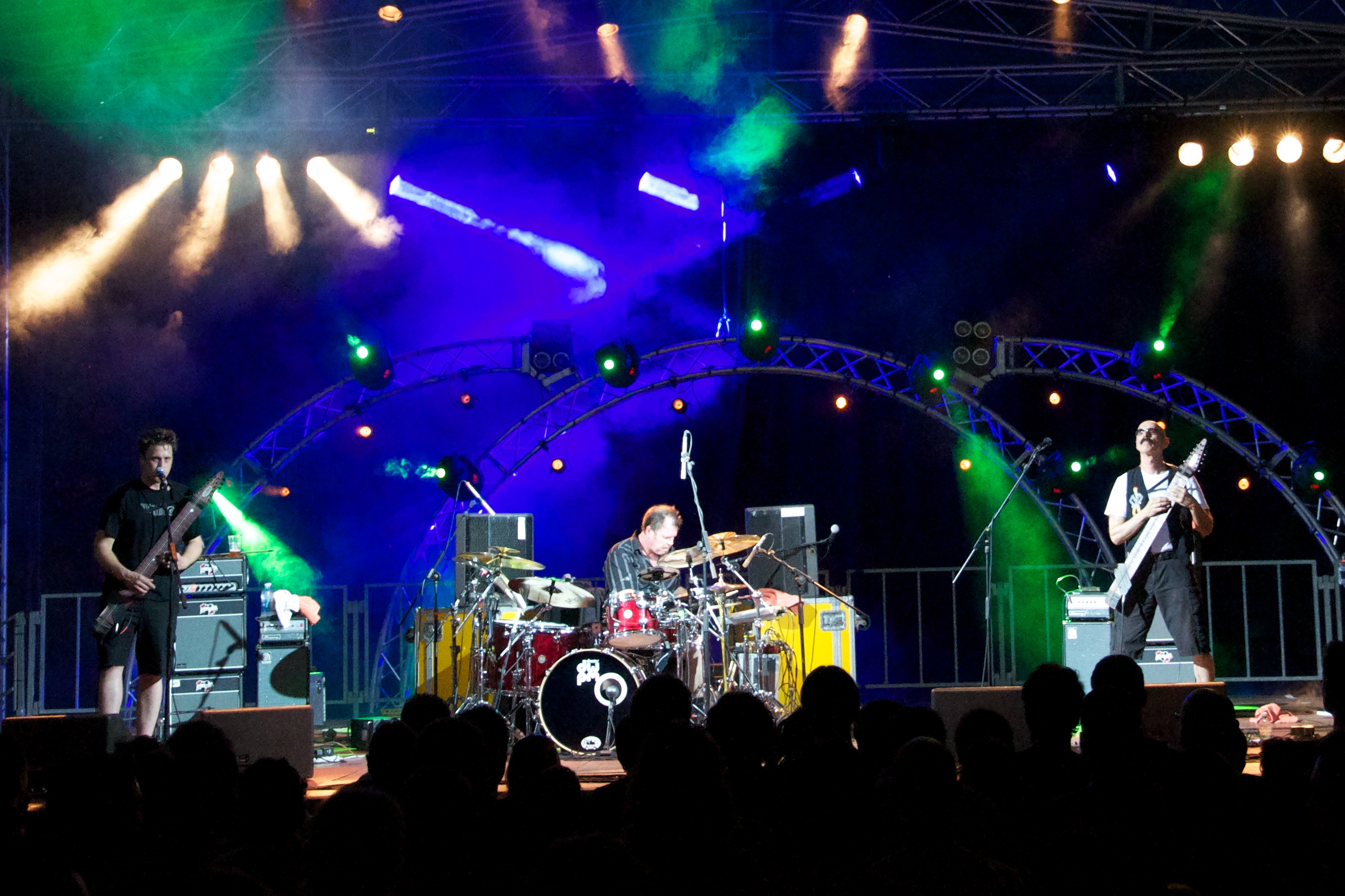
Виступ Stick Men у Мізінто, Італія, 2010 рік.

Вихід альбому Stick Man став підґрунтям для створення нового гурту з такою ж назвою, до складу якого увійшли Тоні Левін, Майкл Берньє і Пет Мастелотто. У 2010 році гурт випустив свій перший альбом — Soup. Незабаром після цього Берньє пішов із гурту; його замінив гітарист Маркус Ройтер. Гурт у цьому складі продовжив напружений графік гастролей і записів; його останній альбом, Tentacles, вийшов у 2022 році.
Брат Тоні Левіна, Піт Левін, — нью-йоркський клавішник і письменник, відомий своєю співпрацею з Гілом Евансом. У 1970-х роках Піт і Тоні співпрацювали зі Стівом Геддом у комедійному гурті The Clams. Левін стверджував, що частина матеріалу The Clams може бути випущена в майбутньому. Левін також грав на альбомі Жана-П'єра Ферлана Jaune, до якого входили хіти «Le petit roi» та «Le chat du café des artistes».
24 вересня 2013 року Тоні Левін офіційно став членом восьмого складу гурту King Crimson, разом із його засновником Робертом Фріппом, гітаристом Якко Якшиком, саксофоністом Мелом Коллінзом, який повернувся до гурту, ударниками Петом Мастелотто і Гевіном Гаррісоном, а також ще одним новачком Біллом Ріфліном.
На березень 2014 року було заплановано одразу два виступи Тоні Левіна в Києві — у рамках Back to Front Tour Пітера Ґебріела та разом із Crimson ProjeKct з Адріаном Белью і Петом Мастелотто, але обидва виступи було скасовано «через нестабільну політичну ситуацію в Україні», спричинену анексією Криму Росією і початком війни на сході України.
Восени 2014 року гурт зробив гастрольний тур по США і продовжував гастролювати по всьому світу аж до 2021 року, зокрема у 2019 році, коли він відсвяткував своє 50-річчя.
У 2024 році Левін і колишній учасник King Crimson Адріан Белью оголосили про створення супергурту Beat, до складу якої увійшли гітарист Стів Вай і ударник Денні Кері. З дозволу Роберта Фріппа, цей гурт виконує композиції з репертуару King Crimson 1980-х років. У вересні 2024 року Левін випустив сольний альбом Bringing It Down to the Bass, у якому взяли участь кілька його колишніх колег по гурту.

## Вплив

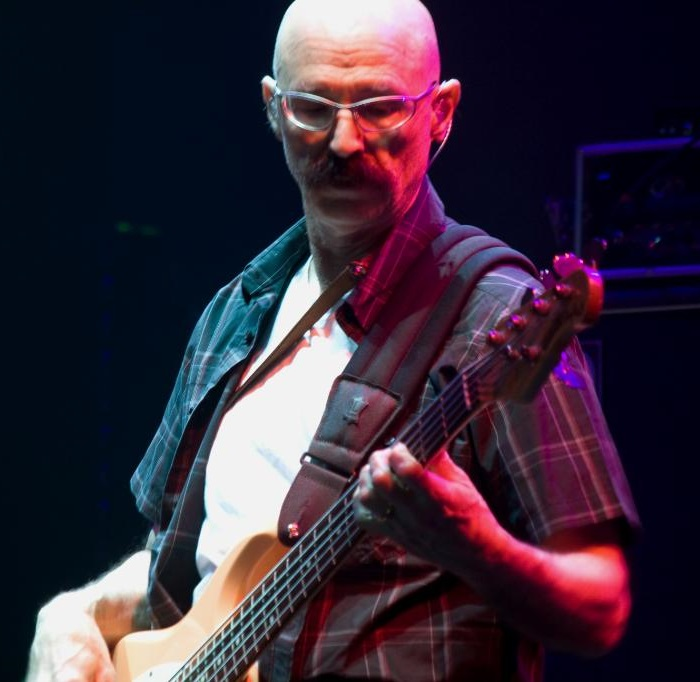
Тоні Левін виступає наживо з Liquid Tension Experiment на фестивалі 2008

Чимало музикантів вказують на Тоні Левіна як джерело натхнення або висловлюють йому повагу, зокрема Лес Клейпул із Primus, Колін Годжкінсон, Нік Беггс, басист гурту Magnum Ел Барроу, Ден Бріггс із Between the Buried and Me, Зак Купер (Zach Cooper) із Coheed and Cambria та Джонатан Хішке (Jonathan Hischke) з Dot Hacker і El Grupo Nuevo de Omar Rodriguez Lopez.

## Особисте життя
У 1995 році Тоні Левін познайомилася з Енді Турко (Andi Turco) в Атланті, де вона займалася рекламою Virgin Records. Через три роки вони одружилися. У 2011 році Енді Турко-Левін балотувалася на посаду мера міста Кінгстон, штат Нью-Йорк, а у 2019 році — до законодавчого органу округу Ольстер, але обидві кампанії виявилися невдалими. Енді Турко-Левін є автором бек-вокалу на альбомі Resonator (2006) та фотографом альбому Levin Minnemann Rudess (2013). У подружжя є одна дитина, Меггі Левін, вона стала кінорежисеркою.
У 2003 році Левін заявив, що є вегетаріанцем.

## Цікаві факти
Тоні Левін має українське коріння. На своєму вебсайті він писав:
Мої бабуся і дідусь були родом з Бердичева, але пізніше вони переїхали до маленького містечка під назвою Остропіль, яке моя мама називала Острополією, і саме там вона народилася.

## Дискографія

### Сумісні роботи
Левін грав на сотнях записів як сесійний музикант або запрошений артист. У цьому розділі представлена вибрана дискографія.
| 1970 | Білл Комо (Bill Comeau)/Піт Левін | Some Beautiful Day                | Avant Garde             |      |                |                     |                  |
| 1970 | Жан-Пьєр Ферлан                   | Jaune                             | Barclay                 |      |                |                     |                  |
| 1972 | Gary Burton Quartet               | Live in Tokyo                     | Atlantic                |      |                |                     |                  |
| 1974 | Еумір Деодату                     | Whirlwinds                        | MCA Records             |      |                |                     |                  |
| 1974 | Лу Крісті                         | Lou Christie                      | Three Brothers Records  |      |                |                     |                  |
| 1974 | The Family of Mann                | First Light                       | Atlantic                |      |                |                     |                  |
| 1975 | Еліс Купер                        | Welcome to My Nightmare           | Atlantic                |      |                |                     |                  |
| 1975 | Джуді Коллінз                     | Judith                            | Elektra Records         |      |                |                     |                  |
| 1976 | Еліс Купер                        | Alice Cooper Goes to Hell         | Warner Bros. Records    |      |                |                     |                  |
| 1976 | Джуді Коллінз                     | Bread and Roses                   | Elektra Records         |      |                |                     |                  |
| 1977 | Еліс Купер                        | Lace and Whiskey                  | Warner Bros. Records    |      |                |                     |                  |
| 1977 | Пітер Блісс                       | Peter Bliss                       | United Artists          |      |                |                     |                  |
| 1979 | Blue Montreux                     | Blue Montreux                     | RCA/BMG                 |      |                |                     |                  |
| 1980 | Воррен Бернгардт                  | Manhattan Update                  | Arista Records          |      |                |                     |                  |
| 1981 | Джоан Арматрейдінг                | Walk Under Ladders                | A&M Records             |      |                |                     |                  |
| 1983 | Ел ді Меола                       | Scenario                          | Columbia Records        |      |                |                     |                  |
| 1983 | Джоан Арматрейдінг                | The Key                           | A&M Records             |      |                |                     |                  |
| 1985 | Браян Феррі                       | Boys and Girls                    | E.G. Records            |      |                |                     |                  |
| 1985 | Dire Straits                      | Brothers in Arms                  | Warner Bros. Records    |      |                |                     |                  |
| 1985 | Маршалл Креншоу                   | Downtown                          | Warner Bros. Records    |      |                |                     |                  |
| 1986 | Аліче                             | Park Hotel                        | EMI — Italy             |      |                |                     |                  |
| 1986 | Пітер Фремтон                     | Premonition                       | Virgin Records/Atlantic |      |                |                     |                  |
| 1987 | Шер                               | Cher                              | Geffen Records          |      |                |                     |                  |
| 1988 | Джулія Фордгем                    | Julia Fordham                     | Virgin Records          |      |                |                     |                  |
| 1988 | Івано Фоссаті                     | Macramé                           | Columbia Records\|-     | 1988 | T-Bone Burnett | The Talking Animals | Columbia Records |
| 1989 | Anderson Bruford Wakeman Howe     | Anderson Bruford Wakeman Howe     | Arista Records          |      |                |                     |                  |
| 1989 | Борис Буковські (Boris Bukowski)  | 100 Stunden Am Tag                | EMI                     |      |                |                     |                  |
| 1989 | Джонатан Еліас                    | Requiem for the Lost Americas     |                         |      |                |                     |                  |
| 1989 | Лорі Андерсон                     | Strange Angels                    | Warner Bros. Records    |      |                |                     |                  |
| 1989 | Роббі Дюпрі                       | Carried Away                      | Pony Canyon             |      |                |                     |                  |
| 1989 | Тім Фінн                          | Tim Finn                          | Capitol Records         |      |                |                     |                  |
| 1990 | Джуді Коллінз                     | Fires of Eden                     | Columbia Records        |      |                |                     |                  |
| 1990 | Клаудіо Бальйоні                  | Oltre                             | CBS Italy               |      |                |                     |                  |
| 1991 | Бендік Гофсет                     | XI                                | Columbia Records        |      |                |                     |                  |
| 1991 | Дезмонд Чайлд                     | Discipline                        | Elektra Records         |      |                |                     |                  |
| 1992 | Клаудіо Бальйоні                  | Assieme                           | CBS Italy               |      |                |                     |                  |
| 1992 | Трейсі Чепмен                     | Matters of the Heart              | Elektra Records         |      |                |                     |                  |
| 1992 | Ніно Буонокоре                    | La naturale incertezza del vivere | Columbia                |      |                |                     |                  |
| 1993 | Ді Карстенсен                     | Beloved One                       | NYC                     |      |                |                     |                  |
| 1993 | Роббі Дюпрі                       | Walking on Water                  | Polystar                |      |                |                     |                  |
| 1995 | Джоан Арматрейдінг                | What's Inside                     | BMG                     |      |                |                     |                  |
| 1995 | Роббі Дюпрі                       | Smoke and Mirrors                 | Polystar                |      |                |                     |                  |
| 1996 | Джессі Кук                        | Gravity                           | Narada                  |      |                |                     |                  |
| 1996 | Пола Коул                         | This Fire                         | Imago Records           |      |                |                     |                  |
| 1997 | Bozzio Levin Stevens              | Black Light Syndrome              | Magna Carta             |      |                |                     |                  |
| 1997 | Джон Дюрант (Jon Durant)          | Silent Extinction Beyond the Zero | Alchemy Records         |      |                |                     |                  |
| 1997 | Джуді Коллінз                     | Forever: An Anthology             | Elektra Records         |      |                |                     |                  |
| 1997 | Кеті Кертіс                       | Catie Curtis                      | Guardian Records        |      |                |                     |                  |
| 1997 | Кріс Ботті                        | Midnight Without You              | Verve Forecast          |      |                |                     |                  |
| 1998 | Роббі Дюпрі                       | Live All Night Long               | Enigma Records          |      |                |                     |                  |
| 1999 | Джон Дюрант (Jon Durant)          | Anatomy of a Wish                 | Alchemy Records         |      |                |                     |                  |
| 1999 | Flesh & Bone                      | Pagan Saints                      | Platinum Entertainment  |      |                |                     |                  |
| 1999 | Кріс Ботті                        | Slowing Down the World            | GRP Records             |      |                |                     |                  |
| 1999 | Наталі Коул                       | Snowfall on the Sahara            | Elektra Records         |      |                |                     |                  |
| 1999 | Пола Коул                         | Amen                              | Warner Bros. Records    |      |                |                     |                  |

| Artist                         | Title                                                                 | Label                    | Year      |
| Frida                          | Shine                                                                 |                          |           |
| Dean Friedman                  | Well well, said..                                                     |                          |           |
|                                | Dean Friedman                                                         | Lifesong                 | 1977      |
| Robert Fripp                   | Exposure                                                              | EG                       | 1979      |
| Jan Fukamachi                  | The Sea of Dirac                                                      | Kitty Music              | 1977      |
| Peter Gabriel                  | Peter Gabriel                                                         | ATCO                     | 1977      |
|                                | Peter Gabriel 2                                                       | Atlantic                 | 1978      |
|                                | Peter Gabriel 3                                                       | Geffen                   | 1980      |
|                                | Peter Gabriel 4                                                       | Geffen                   |           |
|                                | Security                                                              | Geffen                   | 1982      |
|                                | Plays Live                                                            | Geffen                   | 1983      |
|                                | Birdy — Soundtrack                                                    | Virgin/Charisma          | 1985      |
|                                | So                                                                    | Geffen                   | 1986      |
|                                | Us                                                                    | Geffen                   | 1992      |
|                                | Secret World Live                                                     | Geffen                   | 1994      |
| Art Garfunkel                  | Watermark                                                             | CBS                      | 1978      |
|                                | Scissors Cut                                                          | CBS                      | 1981      |
| Pamela Golden                  | Happens All The Time                                                  | Park Ave. Rec.           | 1991      |
| Jeff Golub                     | Out of the Blue                                                       | Bluemoon/Atlantic        | 1998      |
| Gowan                          | Strange Animal                                                        |                          |           |
|                                | Great Dirty World                                                     |                          |           |
|                                | Lost Brotherhood                                                      | Atlantic                 | 1990      |
| Greater Boston Youth Orchestra | Fourth Annual Concert: Carnegie Hall, Jordan Hall and The White House | Vogt                     | 1962      |
| Nanci Griffith                 | Flyer                                                                 | Elektra                  | 1994      |
| Henry Gross                    | Show Me To The Stage                                                  | Lifesong                 | 1977      |
|                                | Subway Virgin                                                         | Capitol                  | 1981 (nr) |
| Steve Hackett                  | Watcher of the Skies                                                  | Mercury                  | 1996      |
| John Hall                      | Power                                                                 |                          |           |
|                                | Recovered                                                             | Siren Songs              |           |
| Kristen Hall                   | Be Careful What You Wish For                                          | Wyndham Hill             | 1994      |
| Chico Hamilton                 |                                                                       |                          |           |
| Farid Haque                    | Manfressa                                                             |                          |           |
|                                | A Winter's Tale                                                       |                          |           |
| Tim Hardin                     | Bird on a Wire                                                        | Columbia                 | 1971      |
| Richard Harris                 | Kahlil Gibran/The Prophet                                             | Atlantic                 | 1974      |
| Richie Havens                  |                                                                       |                          |           |
| Sara Hickman                   | Necessary Angels                                                      | Discovery                | 1994      |
| Nick Holmes                    | Soulful Crooner                                                       |                          | 1973      |
| Janis Ian                      |                                                                       |                          |           |
| Indigo Girls                   | Swamp Ophelia                                                         | Epic                     | 1994      |
| Akira Inoiue & David Rhodes    | Head Hands and Feet                                                   |                          |           |
| Etta James                     |                                                                       |                          |           |
| Garland Jeffreys               | Guts for Love                                                         |                          | 1983      |
| Margie Joseph                  | Margie                                                                | Atlantic                 | 1975      |
| Kankawa                        | Bill                                                                  | VIC                      | 1996      |
| Sarah Kernochan                | House of Pain                                                         | RCA                      | 1973      |
| Barbara Kessler                | Notion                                                                | Eastern Front            | 1996      |
| King Crimson                   | Discipline                                                            | Warner Bros.             | 1981      |
|                                | Beat                                                                  | Warner Bros.             | 1982      |
|                                | Three of a Perfect Pair                                               | Warner Bros.             | 1984      |
|                                | Vroom                                                                 | Discipline               | 1994      |
|                                | Thrak                                                                 | Virgin                   | 1994      |
|                                | B'Boom Official Bootleg Live in Argentina                             | DGM                      | 1995      |
|                                | THRaKaTTaK                                                            | DGM                      | 1996      |
|                                | Kimg Crimson on Broadway                                              | DGM                      | 1996      |
|                                | Cirkus: the Young Person's Guide                                      | Pony Canyon/DGM          |           |
|                                | ProjeKct One: Live at the Jazz Cafe: the Young Person's Guide         | Pony Canyon/DGM          |           |
|                                | projeKt four: West Coast Live                                         | Pony Canyon/DGM          |           |
| Mark Knopfler                  | Local Hero                                                            |                          |           |
|                                | Screenplaying                                                         | Warner                   | 1993      |
| Artie Kornfeld                 | The Kornfeld Tree                                                     |                          |           |
| Kenichi Kurosawa               | First                                                                 | Pony Canyon              | 1999      |
| David Lanz                     | English Garden                                                        | Narada                   | 1997      |
| Catherine Lara                 | Geronimo                                                              | CBS Disques              | 1980      |
|                                | Catherine Lara                                                        | RCA/Trema                | 1981      |
|                                | Catherine Lara                                                        | RCA/Trema                | 1983      |
| James Last                     |                                                                       |                          |           |
| Ute Lemper                     | Crimes of the Heart                                                   | Sony Music               | 1989      |
| John Lennon, Yoko Ono          | Double Fantasy                                                        | Geffen                   | 1980      |
|                                | Milk & Honey                                                          | Geffen                   | 1980      |
| O'Donel Levy                   | Simba                                                                 | Groove Merchant          | 1973      |
| Buzzy Linhart                  |                                                                       |                          |           |
| Ivan Lins                      | Awa Yio                                                               | Reprise                  | 1991      |
| Liquid Tension Experiment      | Liquid Tension Experiment                                             | Magna Carta              | 1998      |
| Liquid Tension Experiment      | Liquid Tension Experiment 2                                           | Magna Carta              | 1999      |
| Kenny Loggins                  | The Unimaginable Life                                                 | Columbia                 | 1997      |
| Maria McKee                    | Maria McKee                                                           |                          |           |
| Mike Mainieri                  | Loveplay                                                              | BMG                      | 1977      |
|                                | Wanderlust                                                            | Warner Bros.             |           |
| Melissa Manchester             | Singin                                                                | Arista                   | 1977      |
| Chuck Mangione                 | Friends and Love                                                      | Mercury                  | 1970      |
|                                | Together                                                              | Mercury                  | 1971      |
|                                | Alive                                                                 | Mercury                  | 1972      |
|                                | Main Squeeze                                                          | A&M                      | 1976      |
| Gap Mangione Trio              | Diana in the Autumn wind                                              | GRC                      | 1968      |
| Gap Mangione                   | Sing Along Junk                                                       | Mercury                  | 1972      |
|                                | ..and the kids call it boogie                                         | Sagoma/DGM               | 1974      |
|                                | She and I                                                             | A&M                      | 1974      |
|                                | Gap Mangione!                                                         | A&M                      | 1976      |
| Herbie Mann                    | First Light                                                           | Atlantic                 | 1974      |
|                                | Waterbed                                                              | Atlantic                 | 1975      |
|                                | Discotheque                                                           | Atlantic                 | 1975      |
|                                | Gagaku and Beyond                                                     | Finnidar                 | 1976      |
|                                | Surprises, feat Cissy Houston                                         | Atlantic                 | 1976      |
|                                | Brazil Once Again                                                     | Atlantic                 | 1978      |
|                                | Evolution of Mann                                                     | Rhino                    | 1994      |
| Phil Manzanera                 |                                                                       |                          |           |
| Arif Mardin                    | Journey                                                               | Atlantic                 | 1974      |
| Martha & the Muffins           | The World is a Ball                                                   | M&M                      | 1986      |
| Deborah Martin                 | Under the Moon                                                        | Spotted Peccary          | 1995      |
|                                | Deep Roots, Hidden Water                                              | Spotted Peccary          | 1999      |
| Maralyn Martin                 |                                                                       |                          |           |
| Jeanne Mas                     | Les Crises de l'Ame                                                   | EMI Pathe                | 1989      |
|                                | L'Arte des Femmes                                                     | EMI France               | 1990      |
| Rob Mathis                     | Heart of Hearts                                                       | Night Music              | 1992      |
| Brother Jack McDuff            | Who Knows What Tomorrow's Gonna Bring?                                | United Artists           | 1971      |
| Kate & Anna McGarrigle         | Kate & Anna McGarrigle                                                |                          | 1976      |
|                                | Pronto Honto                                                          | Warner Bros.             | 1978      |
|                                | French record                                                         | Hannibal                 | 1992      |
| Bat McGrath                    | The Spy                                                               | Amherst Records          | 1978      |
| Maria McKee                    | Maria McKee                                                           | Geffen                   | 1989      |
| Don McLean                     | Don McLean                                                            | United Artists           | 1972      |
|                                | Playin' Favorites                                                     | United Artists           | 1973      |
| Gordon Michaels                | Stargazer                                                             |                          |           |
| Stephanie Mills                |                                                                       |                          |           |
| Liza Minelli                   |                                                                       |                          |           |
| Yoshtaka Minami                | 7th Avenue South                                                      |                          |           |
|                                | Daydream                                                              |                          |           |
| Jonell Mosser                  | So Like Joy                                                           | Siren Songs              | 1998      |
| Peter Mulvey                   | Deep Blue                                                             | Eastern Front            | 1997      |
| Goro Noguchi                   | U.S.A. Studio Connection                                              | Polydor/Japan            | 1980      |
| Sarah Nagurney                 | Realm of my Senses                                                    | Polystar                 | 1993      |
| Stevie Nicks                   | The Other Side of the Mirror                                          |                          |           |
| Laura Nyro                     | Nested                                                                | Columbia                 | 1978      |
| Yoko Ono                       | Seasons of Glass                                                      |                          | 1981      |
|                                | Peace                                                                 |                          |           |
| Ellis Paul                     | A Carnival of Voices                                                  | Philo                    | 1996      |
|                                | Translucent Soul                                                      | Philo                    | 1998      |
| Peter, Paul & Mary             | Reunion                                                               | Warner Bros.             | 1978      |
| Pink Floyd                     | Momentary Lapse of Reason                                             | Columbia                 | 1987      |
| Andy Pratt (3)                 | Resolution                                                            | Razor & Tie              | 1973-96   |
| Raf                            | Manifesto                                                             | CGD                      | 1995      |
| Eros Ramazotti                 | Tutte Stori                                                           | DDD                      | 1993      |
| Elliot Randall                 | Elliot Randall's New York City                                        |                          | 1977      |
| Pat Rebillot                   | Free Fall                                                             | Atlantic                 | 1974      |
| Lou Reed                       | Berlin                                                                | RCA                      | 1973      |
|                                | Between Thought and Expression                                        | RCA                      | 1992      |
| Buddy Rich                     | The Roar of '74                                                       | Groove Merchant          | 1974      |
|                                | Ease on Down the Road                                                 | Laserlite                | 1996      |
| Ringo                          | Ringo the 4th                                                         | Atlantic                 | 1977      |
| The Roches                     | The Roches                                                            | Warner Bros.             |           |
|                                | Keep on Doing                                                         | Warner Bros.             | 1982      |
| Robbie Robertson               | Robbie Robertson                                                      | Geffen                   | 1987      |
| Ron                            | Angelo                                                                | Warner Music Italy       | 1994      |
| Vasco Rossi                    | Canzoni per me                                                        |                          | 1998      |
| Sabicas/Joe Beck               | Rock Encounter                                                        | Polydor                  | 1970      |
| Fernando Samalea               | Padre Ritual                                                          | Los Anos luz (Argentina) | 1999      |
| Richie Samborr                 | Stranger in this Town                                                 |                          |           |
| John Sebastian                 |                                                                       |                          |           |
| Neil Sedaka                    |                                                                       |                          |           |
| Charlie Sexton                 |                                                                       |                          |           |
| Jules Shear                    | Watchdog                                                              |                          |           |
|                                | The Eternal Return                                                    |                          |           |
|                                | Healing Bones                                                         | Polydor                  | 1994      |
|                                | Horse of Different Color                                              | Razor & Tie              | 1993      |
| Joanne Shenandoah              | Life Blood                                                            | Silver Wave              | 1995      |
| Michelle Shocked               | Arkansas Traveller                                                    | Mercury                  | 1992      |
| Vonda Shepard                  | By 7:30                                                               | Three Roads/Navarre      | 1992      |
| Carly Simon                    | Carly Simon                                                           | Elektra                  | 1971      |
|                                | Boys In The Trees                                                     | Elektra                  | 1978      |
|                                | Spy                                                                   |                          | 1979      |
|                                | Come Upstairs                                                         | Alex                     | 1980      |
|                                | Hello Big Man                                                         | Warner Bros.             | 1983      |
|                                | Coming Around Again                                                   | Arista                   | 1987      |
| Lucy Simon                     |                                                                       |                          |           |
| Paul Simon                     | Still Crazy After All These Years                                     | Columbia                 | 1975      |
|                                | One Trick Pony                                                        | Warner Bros.             | 1980      |
| Kenneth Sivertsen              | Remembering North                                                     | NYC Records              | 1994      |
| Phoebe Show                    | Phoebe Snow                                                           | Columbia                 | 1974      |
|                                | Second Childhood                                                      | Columbia                 | 1976      |
| Smap                           | 009                                                                   | Victor                   | 1996      |
| Kathy Smith                    | Kathy Smith/2                                                         | Stormy Forrest           | 1971      |
| Michael W. Smith               | The Big Picture                                                       | Reunion                  | 1986      |
| Burt Sommer                    | Burt Sommer                                                           | Buddah                   | 1971      |
| Spin One Two                   | Spin One Two                                                          | Sony Italy               |           |
| Rick Springfield               | Hard to Hold                                                          | RCA                      |           |
| Steps Ahead                    | NYC                                                                   | Capitol Intuition        | 1989      |
| Syd Straw                      | Surprise                                                              | Virgin                   | 1989      |
| Andy Summers                   | World Gone Strange                                                    | Private Music            | 1991      |
|                                | Last Dance of Mr. X                                                   |                          | 1997      |
| James Taylor                   | That's Why I'm Here                                                   | Columbia                 | 1985      |
| Livingston Taylor              | Over the Rainbow                                                      | Capricorn                | 1973      |
| Richard Thompson               | Amnesia                                                               | Capitol                  | 1988      |
| Libby Titus                    | Libby Titus                                                           |                          |           |
| David Torn                     | Cloud About Mercury                                                   | ECM                      | 1987      |
| Artie Traum                    | Letters From Joubee                                                   | Shenachie                | 1993      |
|                                | The View From Here                                                    | Shenachie                |           |
|                                | Meetings with Remarkable Friends                                      | Narada Records           | 1999      |
| Mary Travers                   |                                                                       |                          |           |
| Bonnie Tyler                   |                                                                       |                          |           |
| Jay Ungar/Molly Mason          | Collection: Catskill Collection                                       | Fiddle & Dance           |           |
| The UnHerd                     | Looking for the Light                                                 | Songshine                | 1996      |
| David Van Teigham              |                                                                       |                          |           |
| Randy Van Warmer               |                                                                       |                          |           |
| Various Artists                | Plus From Us                                                          | Caroline                 |           |
| Various Artists                | Also Available in Green                                               |                          |           |
| Various Artists                | Tribute to Aerosmith: Not the Same Old Song and Dance                 | Deadline Music           |           |
| Rosie Vela                     | Zazu                                                                  | A&M                      | 1986      |
| Loudon Wainright               |                                                                       |                          |           |
| Tom Waits                      | Rain Dogs                                                             | Island                   | 1985      |
| Johnnie Warman                 | Walking into Mirrors                                                  |                          |           |
| Kazumi Watanabe                | To Chi Ka                                                             | Columbia/Japan           | 1980      |
| Jim Weider                     | Big Foot                                                              | Moon Haw                 | 1997      |
| White Elephant                 | White Elephant                                                        | NYC Records              | 1972,96   |
| David Wilcox                   | The Natural Edge                                                      | Capitol/EMI              | 1989      |
|                                | Big Horizon                                                           | A&M                      | 1994      |
| Kumiko Yamashika               | Sophia                                                                |                          |           |
| Yes                            | Union                                                                 | Arista                   | 1991      |
| Warren Zevon                   | Sentimental Hygiene                                                   |                          | 1987      |

| - Дон Маклін — Don McLean (1972, United Artists Records) - Бадді Річ — The Roar Of '74 (1974, Groove Merchant) - Рінго Старр — Ringo The 4th (1977, Polydor Records) - Пітер Ґебріел — Peter Gabriel (1978, Charisma Records) - Роберт Фріпп — Exposure (1970, EG Records) - Пол Саймон — One-Trick Pony (1980, Warner Bros. Records) - Чак Манджоні — Main Squeeze (1976, A&M Records) - Арт Гарфанкел — Watermark (1977, Columbia Records) - King Crimson — Discipline (1981, Warner Bros. Records) - King Crimson — Beat (1982, EG Records) - King Crimson — Three of a Perfect Pair (1984, Warner Bros. Records) |  | - Пітер Ґебріел — Us (1992, Virgin Records) - Пітер Ґебріел — Secret World Live (1994, Geffen Records) - King Crimson — THRAK (1995, Discipline Global Mobile) - Тоні Левін — World Diary (1995, Discipline Global Mobile) - Стів Горн, Тоні Левін, Джеррі Маротта — From The Caves Of The Iron Mountain (1997, Discipline Global Mobile) - Білл Бруфорд, Тоні Левін, Девід Торн, Кріс Ботті — Bruford Levin Upper Extremities (1998, Discipline Global Mobile) - Тоні Левін — Waters Of Eden (2000, Narada Records) - Тоні Левін — Pieces Of The Sun (2002, Narada Records) - Tony Levin Band — Double Espresso (2002, Narada Records) - Тоні Левін — Resonator (2006, Narada Records) - Тоні Левін — Stick Man (2007, Lazy Bones Recordings) - Тоні Левін, Девід Торн, Алан Вайт — Levin Torn White (2011, Lazy Bones Recordings) - Тоні Левін, Марко Міннеманн, Джордан Рудесс — Levin, Minnemann, Rudess (2013, Lazy Bones Recordings) |